# Brycon orthotaenia
Brycon orthotaenia es una especie de pez de la familia Characidae en el orden de los Characiformes.

## Morfología
Los machos pueden llegar alcanzar los 33 cm de longitud total.

## Hábitat
Vive en zonas de clima tropical.

## Distribución geográfica
Se encuentran en Suramérica:  Cuenca del río São Francisco (Brasil).